# Hrabstwo Leon (Floryda)
Leon – hrabstwo w stanie Floryda w USA. Populacja liczy 275487 mieszkańców (stan według spisu z 2010 roku).
Powierzchnia hrabstwa to 1818 km² (w tym 91 km² stanowią wody). Gęstość zaludnienia wynosi 159,51 osoby/km².

## Miejscowości
- Tallahassee
- Woodville (CDP)